# Klavdia Netchaïeva
Pour les articles homonymes, voir Netchaïeva.
Klavdia Andreïevna Netchaïeva (en russe : Клавдия Андреевна Нечаева) est une aviatrice soviétique, née le 9 mars 1917 et décédé le 17 septembre 1942. Elle commanda le 586e régiment de chasse aérien, l'un des trois régiments féminins des Forces aériennes soviétiques pendant la Seconde Guerre mondiale.

## Biographie
Klavdia Netchaïeva est née le 9 mars 1917 à Polianki, un village de l'actuelle oblast de Riazan. Elle fit partie du premier escadron du 586 IAP / Groupe d'Aviation n°122.